# خوسه ماریا خیمنز
خوسه ماریا خیمنز (اسپانیایی: José María Jiménez‎; ۶ فوریهٔ ۱۹۷۱ – ۶ دسامبر ۲۰۰۳) دوچرخه‌سوار اهل اسپانیا بود. وی در مسابقات تور دو فرانس شرکت کرده است.